# История евреев в Южной Африке
История евреев в ЮАР началась в период португальских исследований в раннее Новое время, хотя постоянное присутствие не было установлено до начала голландской колонизации в регионе. В период британского колониального правления в 19 веке еврейская община Южной Африки значительно расширилась, отчасти благодаря поддержке со стороны Великобритании. Между 1880 и 1914 годами еврейская община выросла в десять раз — с 4000 до 40 000 человек. Южноафриканские евреи сыграли важную роль в развитии дипломатических и военных отношений между Израилем и Южной Африкой. Сообщается, что еврейская община Южной Африки сократилась с возможного максимума в 120 000 человек до нынешнего состояния между 52 000 и 88 000. Многие южноафриканские евреи эмигрировали в страны англоязычного мира, такие как США, Канада, Великобритания и Австралия, а некоторые — в Израиль.  

## История

### Португальские исследования
Первыми евреями в истории Южной Африки были исследователи, картографы и астрономы, нанятые португальской короной. Эти люди были задействованы в попытках Португалии открыть морской путь в Индию. Еврейские картографы из Португалии, многие из которых принадлежали к португальскому высшему классу, помогали исследователям Бартоломеу Диашу и Васко да Гаме, которые обогнули мыс Доброй Надежды на пути в Индию в 1488 и 1497 годах соответственно. В Португалии крещёные евреи не подвергались дискриминации до учреждения португальской инквизиции в 1536 году.

### Голландская колониальная эпоха
В 1652 году Голландская Ост-Индская компания основала первое постоянное европейское поселение в Южной Африке на мысе Доброй Надежды под руководством Яна ван Рибека. Среди первых поселенцев Кейптауна было несколько секуляризованных евреев. Первыми записями о евреях, живших в колонии, были записи о крещении двух еврейских поселенцев, живших в Западно-Капской провинции, в день Рождества 1669 года. Нехристианская миграция в голландскую Капскую колонию, как правило, не поощрялась до 1803 года. В 1803 году голландские колониальные власти предоставили свободу вероисповедания всем жителям и потенциальным мигрантам. Британцы, которые в 1805 году вторглись в колонию и оккупировали её, в следующем году опубликовали подтверждение этой политики. Евреи были и среди директоров Голландской Ост-Индии, которая в течение 150 лет управляла колонией на мысе Доброй Надежды. 

### Британская колониальная эпоха
До 1820-х годов в Кейптауне не было значительного числа евреев. Первая община в Южной Африке, известная как Gardens Shul, была основана в Кейптауне в ноябре 1841 года, а первоначальная служба прошла накануне Йом-Киппура в доме поселенца и бизнесмена Бенджамина Нордена, расположенном на углу улиц Вельтевреден и Хоф. Бенджамин Норден и Симеон Маркус, наряду с другими поселенцами, прибывшими в начале 1830-х годов, были пионерами в торговле, особенно братья Мозенталь: Юлиус, Адольф и Джеймс, — которые положили начало крупной шерстяной промышленности. Их компания импортировала тридцать ангорских коз из Азии, и в 1856 году братья начали промышленное производство мохеровой пряжи. Аарон и Даниэль де Пасс с 1849 по 1886 год были крупнейшими судовладельцами в Кейптауне и лидерами китобойной и рыболовной промышленности. Евреи одними из первых занялись разведением страусов и сыграли значительную роль в ранней алмазной промышленности. Евреи также играли определённую роль в ранней южноафриканской политике. Капитан Джошуа Норден был застрелен в войне с племенем ко́са в 1846 году; лейтенант Элиас де Пасс участвовал в войнах с ко́са в 1849 году. Юлиус Мозенталь (1818—1880), брат поэта Соломона Мозенталя из Вены, был членом Капского парламента в 1850-х годах. Симеон Джейкобс (1832—1883), который был судьёй Высокого суда мыса Доброй Надежды, исполняя обязанности генерального прокурора Капской колонии, представил и внёс в 1872 году Закон об ответственном правительстве Капской колонии и Добровольный закон (законопроект об отмене государственной помощи англиканской церкви), за оба этих законопроекта Сол Соломон, член парламента от Кейптауна, боролся десятилетиями. Сол Соломон (род. на о. Св. Елены 25 мая 1817, ум. 16 октября 1892) лидер Либеральной партии Капской колонии, получил прозвище «мыс Дизраэли». Он был приглашён в первое «ответственное правительство», сформированное сэром Джоном Молтено и несколько раз отказывался от поста премьер-министра. Как и Дизраэли, он рано отошёл от иудаизма.
В то же время евреи столкнулись с существенным антисемитизмом. Несмотря на то, что свобода вероисповедания была предоставлена всем жителям в 1870 году, евреи и католики все ещё лишались права занимать военные должности, должности президента, государственного секретаря или члена магистрата, было запрещено членство в Первом и Втором фольксраадах («парламенте»), а также запрещено управлять местными органами. Эти должности могли занимать только лица старше 30 лет, обладающие недвижимым имуществом и длительной историей поселения. Вследствие того, что бурские республики существовали только с 1857 по 1902 год, многие жители бурских республик имели ограниченный доступ к должностям в верхних эшелонах власти. Все обучение должно было проводиться в христианском и протестантском духе, а еврейские и католические учителя и дети должны были быть исключены из школ, субсидируемых государством. До Второй бурской войны (1899—1902) евреев часто считали уитлендерами («иностранцами») и исключали из основных сфер южноафриканской жизни.
Однако небольшое количество евреев также поселились среди сельского белого населения, говорящего на африкаанс , и отождествляли себя с ним; эти люди стали известны как Boerejode (бурские евреи). Смешанные браки также имели место и были обычным явлением. 
Начавшаяся после 1886 года южноафриканская золотая лихорадка также привлекла многих евреев. В 1880 г. еврейское население Южной Африки составляет около 4000 человек; к 1914 году оно выросло до более чем 40 000. Многие из них были выходцами из Литвы, поэтому эти поселения называли «Литовскими колониями». Йоханнесбург также иногда называли Jewburg. 

#### Вторая англо-бурская война 1899—1902
Евреи воевали с обеих сторон во время Второй англо-бурской войны (1899—1902), а еврейские солдаты, такие как офицер британской армии Кэрри Дэвис, участвовали в некоторых из наиболее значительных сражений конфликта, включая осаду Ледисмита. Около 2800 евреев сражались на стороне британцев, и The Spectator сообщил, что 125 из них были убиты в бою во время конфликта.
Около 300 евреев служили в бурских вооружённых силах во время войны и были известны как Boerjode: проживавшие в Трансваале и Южно-Африканской республике и имевшие право на гражданство были призваны на военную службу вместе с другими жителями республик  (бюргерами, то есть «гражданами»), но было также некоторое количество добровольцев. Евреи, сражавшиеся на стороне буров, участвовали во многих крупных сражениях войны и продолжали сражаться в партизанской фазе конфликта как биттерейндеры. Известно, что 12 Boerjode были убиты в бою, а 80 попали в плен к англичанам и содержались в лагерях для военнопленных в Южной Африке, на Цейлоне, острове Святой Елены, Бермудских островах и в Индии.  

### Южно-Африканский Союз
Хотя южноафриканским евреям были предоставлены равные права после Второй англо-бурской войны, они снова подверглись преследованиям в годы, предшествовавшие Второй мировой войне. В 1930 году правительство Южной Африки приняло Закон о квотах, призванный ограничить въезд евреев в Южную Африку. Подавляющее большинство евреев-иммигрантов в Южной Африке были выходцами из Литвы. Перепись 1936 г. зафиксировала в Южно-Африканском Союзе 17 684 говорящих на идише, из них 11 528 проживали в Трансваале. В 1937 году Закон об иностранцах привёл к почти полному прекращению миграции. Лишь немногие евреи смогли въехать в страну. В общей сложности примерно шесть с половиной тысяч евреев прибыли в Южную Африку из Германии в период с 1933 по 1939 год. В тот период многие африканеры испытывали симпатию к нацистской Германии из-за своих антибританских настроений, а такие организации, как Серорубашечники Луи Вейхардта и пронацистская Оссевабрандваг, были открыто антисемитскими. В парламенте Южной Африки оппозиционная Национальная партия утверждала, что «Закон об иностранцах» был слишком мягок, и выступала за полный запрет еврейской иммиграции, прекращение натурализации евреев, постоянно проживающих в Южной Африке, и запрет евреям заниматься некоторыми профессиями.
После войны ситуация начала улучшаться и большое количество южноафриканских евреев, как правило, сторонников сионизма, осуществили аллию в Израиль. Хотя многие южноафриканские евреи продолжали чувствовать себя неуютно среди бывших пронацистских африканеров, пришедших к власти в 1948 году, многие ведущие политики апартеида публично извинились перед еврейской общиной за свои предыдущие антисемитские действия и заверили, что Южная Африка является безопасным местом для евреев.
За это время было ещё две волны еврейской иммиграции в Африку с острова Родос: сначала в 1900-х годах, а затем после 1960 года.

### После Второй мировой войны

#### Южноафриканские евреи и Израиль

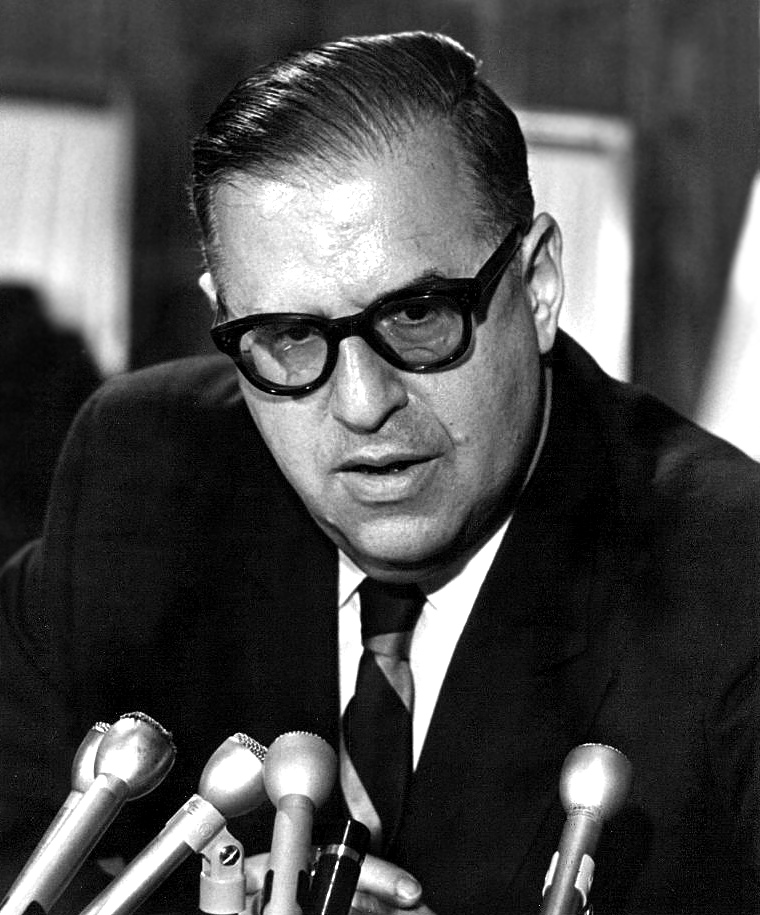
Абба Эвен, родившийся в Кейптауне, был министром иностранных дел Израиля с 1966 по 1974 год.

Когда Национальная партия пришла к власти в 1948 году, она не стала проводить антиеврейскую политику, несмотря на свою прежнюю риторику. В 1953 году премьер-министр ЮАР Даниэль Франсуа Малан стал первым главой иностранного правительства, посетившим Израиль, хотя поездка была скорее «частным визитом», чем официальным государственным визитом. Это положило начало истории долгого сотрудничества между Израилем и Южной Африкой на многих уровнях. Сионистская южноафриканская еврейская община через такие организации, как «Южноафриканская сионистская федерация» и ряд изданий, поддерживала хорошие отношения с правительством Южной Африки, даже несмотря на то, что выступала против политики апартеида. Евреям Южной Африки было разрешено собирать огромные суммы денег для отправки в качестве официальной помощи Израилю, несмотря на строгие правила валютного контроля. Известно, что в расчёте на душу населения южноафриканские евреи оказывали наибольшую финансовую поддержку сионистам за рубежом.

##### Поселение южноафриканских евреев в Израиле

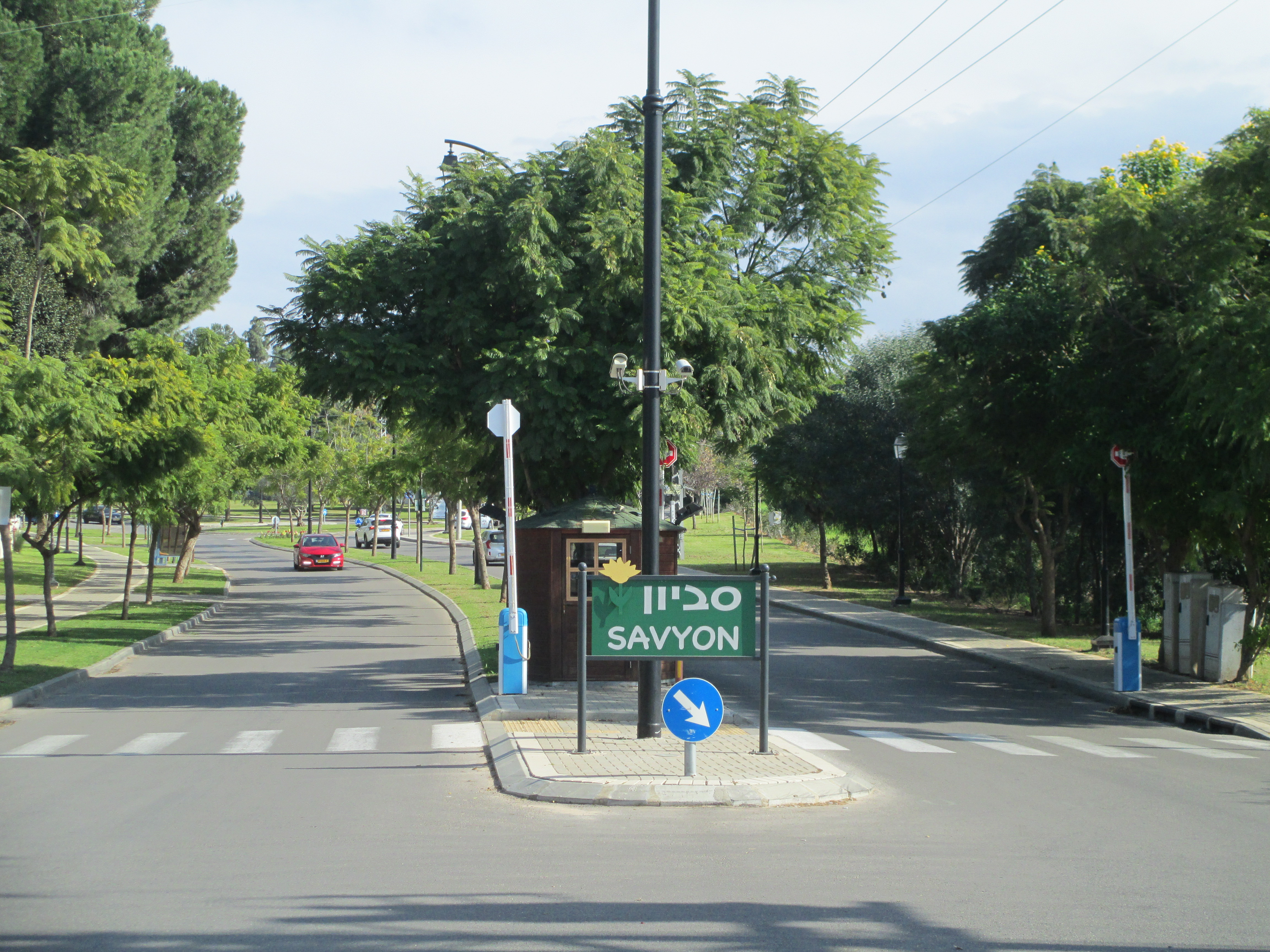
Савьон в Израиле был построен в основном южноафриканскими евреями.

Ряд южноафриканских евреев переселились в Израиль, образовав южноафриканскую общину в Израиле. Пожалуй, самым известным южноафриканским поселением является Савьон, который остаётся самым богатым пригородом Израиля. Большие дома были построены в стиле, отражающем жизнь их обитателей в Южной Африке.

#### Южная Африка и Израиль
Большинство африканских государств разорвало отношения с Израилем после войны Судного дня в 1973 году, и Израиль оказался примерно в такой же изоляции, как Южная Африка. Итан Надельман утверждал, что отношения между двумя странами улучшились из-за того, что многие африканские страны разорвали дипломатические отношения с Израилем в 1970-х годах после Шестидневной войны и войны Судного дня. В результате Израиль углубил отношения с другими изолированными странами. 
К середине 1970-х годов отношения Израиля с ЮАР были дружественными. В 1975 году было подписано  Соглашение между Израилем и Южной Африкой, и сообщалось о расширении экономического сотрудничества между Израилем и Южной Африкой, включая строительство новой крупной железной дороги в Израиле и строительство опреснительной установки в Южной Африке. В апреле 1976 года премьер-министр ЮАР Йоханнес Форстер был приглашён с государственным визитом в Израиль, где встретился с премьер-министром Израиля Ицхаком Рабином. Позднее, в 1976 году, на 5-й Конференции неприсоединившихся стран в Коломбо была принята резолюция, в которой содержался призыв к введению нефтяного эмбарго против Франции и Израиля в связи с их продажей оружия Южной Африке. В 1977 году южноафриканский министр иностранных дел Пик Бота посетил Израиль, чтобы обсудить южноафриканские дела с израильскими премьер-министром Менахемом Бегином и министром иностранных дел Моше Даяном.
Бенджамин Бейт-Халлахми, противоречивый израильский профессор психологии, писал в 1988 году, что союз между Южной Африкой и Израилем был одним из наименее освещаемых в новостях за последние четыре десятилетия и что Израиль сыграл ключевую роль в выживании южноафриканского режима. Сотрудничество Израиля с режимом апартеида в Южной Африке упоминалось и осуждалось различными международными организациями, включая Генеральную Ассамблею ООН (несколько раз с 1974 года). В 1987 году Израиль объявил о введении санкций против Южной Африки. К началу 1990-х годов военные и экономические связи между двумя странами были разорваны.

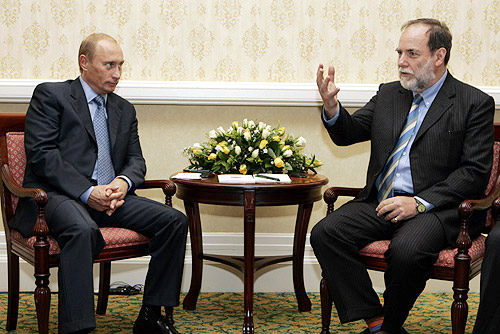
Председатель правления De Beers Ник Оппенгеймер (справа), сын Гарри Оппенгеймера и внук Эрнеста Оппенгеймера.

#### Политическое посредничество и либерализм евреев в ЮАР
Южноафриканские евреи имеют историю политического посредничества и большинство из них поддерживали оппозиционные партии, такие как Объединённая партия, Либеральная партия и Прогрессивная партия и их преемников в течение десятилетий правления Национальной партии и с её режимом апартеида. Ярким примером более умеренного политического посредничества является Гарри Оппенгеймер (1908—2000) (родился в еврейской семье, но перешёл в англиканство после брака), самый богатый человек в Южной Африке и глава корпораций De Beers и Anglo American. Он был сторонником либеральной Прогрессивной партии и её политики, считая, что предоставление большей свободы темнокожему населению Южной Африки будет способствовать экономическому росту. Знамя этого дела высоко держала Хелен Сазман, единственный член Прогрессивной партии в парламенте Южной Африки, представляющая избирательный округ Хоутон, где в то время проживало много богатых еврейских семей. Прогрессивная партия (позже переименованная в Демократическую партию, а затем в Демократический альянс) позже возглавили еврейский политик Тони Леон и его преемница Хелен Зилле (до 2015 года). Зилле имеет еврейское происхождение: её родители по отдельности покинули Германию в 1930-х годах, чтобы избежать преследований нацистов (её дедушка по материнской линии и бабушка по отцовской линии были евреями).
В 1980 году, после 77 лет нейтралитета, Национальный конгресс еврейского Совета депутатов Южной Африки принял резолюцию, призывающую «всех заинтересованных [людей] и, в частности, членов общины сотрудничать в обеспечении немедленного улучшения и окончательного устранения всех несправедливых дискриминационных законов и практик, основанных на расе, вероисповедании или цвете кожи». Это вдохновило некоторых евреев активизировать свою деятельность против апартеида, но основная часть общины либо эмигрировала, либо избегала публичного конфликта с правительством Национальной партии. 
Еврейский истеблишмент и большинство южноафриканских евреев привыкли сосредотачиваться в основном на еврейских вопросах. Несколько раввинов первоначально выступали против апартеида, но им не удалось заручиться поддержкой, и только в 1985 году раввинат в целом осудил апартеид. 

## Сегодня

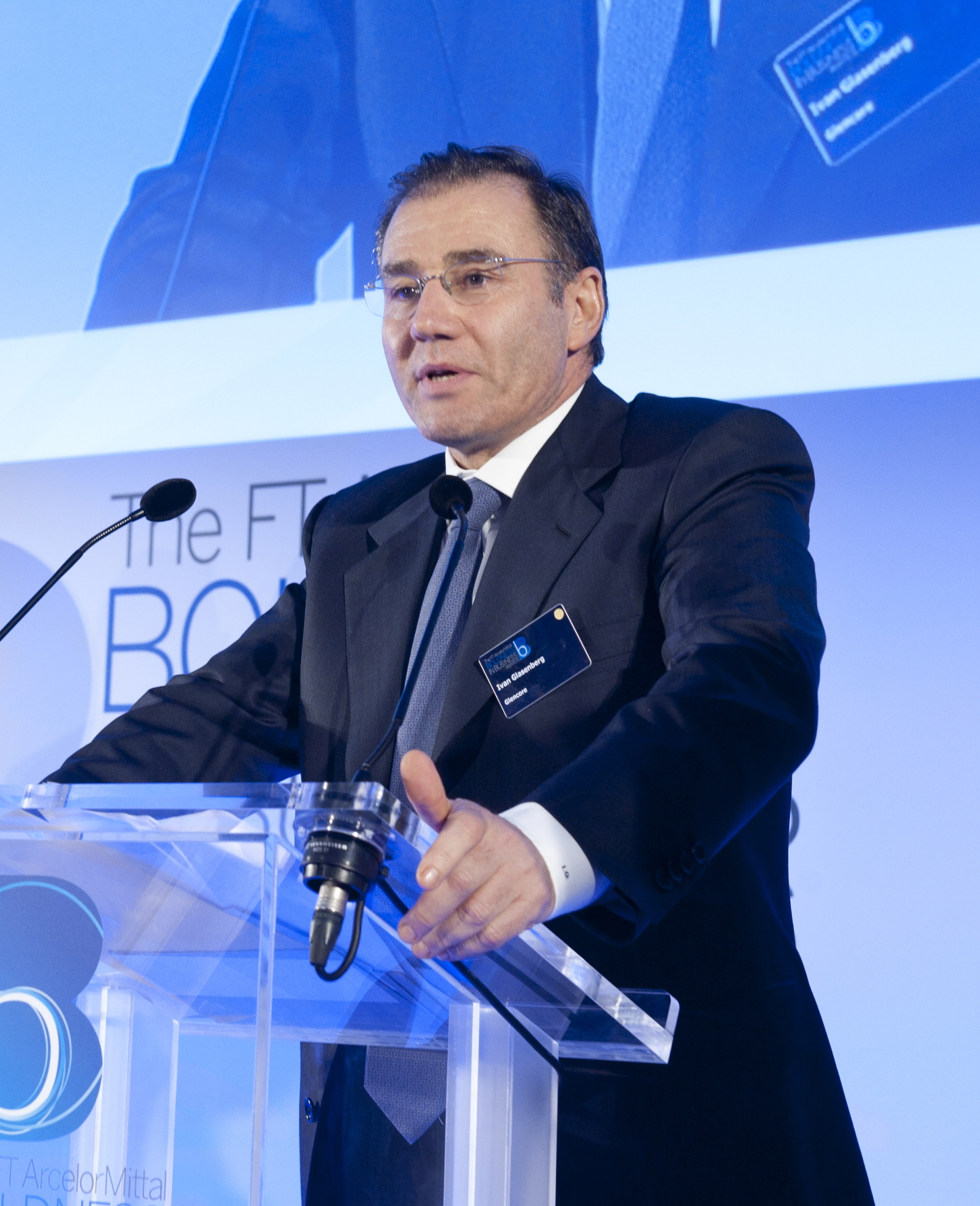
Айван Глазенберг, главный исполнительный директор компании Glencore

Хотя численность еврейского меньшинства достигла своего пика в 1970-х годах (примерно 120 000 человек), сегодня в Южной Африке остаётся около 52 000, в основном ортодоксальных евреев. Есть определённое количество секуляризованных (светских) евреев и тех, кто обратился в христианство. Несмотря на низкий процент смешанных браков (около 7%), около 1800 евреев эмигрирует ежегодно, в основном в Израиль, Австралию, Канаду и США.
Еврейская община в Южной Африке  в настоящее время является крупнейшей в Африке, и, хотя она сокращается из-за эмиграции, она остаётся одной из крупнейших ортодоксальных еврейских общин в мире, несмотря на то что параллельно значительно растёт реформистская община, особенно в Кейптауне. Прогрессивные общины страны представлены Южноафриканским союзом прогрессивного иудаизма (SAUPJ). Нынешний главный ортодоксальный раввин, Уоррен Гольдштейн (2008), участвовал в инициировании «Билля об ответственности», которое правительство включило в национальную школьную программу. Главный раввин также настаивал на реализации общественных проектов по борьбе с преступностью в стране.
В Йоханнесбурге, крупнейшем центре еврейской жизни с населением в 30 000 евреев, еврейская община также стала более заметной. Здесь высокая плотность еврейского населения, кошерные рестораны и религиозные центры. В политике еврейская община продолжает сохранять влияние, особенно на руководящих должностях.
В настоящее время единственной национальной еврейской газетой, которую читают около 40 000 человек, является South African Jewish Report. В 2008 году еврейская радиостанция, ChaiFM, начала вещание в Йоханнесбурге, а также онлайн-вещание для большой южноафриканской «диаспоры». Несмотря на сокращение численности, с 2003 года численность южноафриканских евреев стабилизировалась.
Мини-перепись населения 2016 года, проведённая Статистическим управлением Южной Африки, показала, что самые большие цифры в следующих муниципалитетах: Йоханнесбург — 23 420 человек; Кейптаун — 12 672; Дурбан — 3 599; Экурхулени (Восточный Ранд) — 1846; Претория — 1579 человек; Порт-Элизабет — 623; Питермарицбург — 600; Блумфонтейн — 343; Стелленбос — 316; Ист-Лондон — 251; Мбомбела — 242. 

## Лемба
Лемба — южноафриканская этническая группа, члены которой проживают в Зимбабве и Южной Африке, а некоторые малоизвестные ответвления — в Мозамбике и Малави. Согласно историку Тюдору Парфитту, их насчитывается 70 000 человек. Они говорят на языках банту, на которых говорят их географические соседи, и напоминают их физически, но у них есть некоторые религиозные обычаи и верования, сходные с таковыми в иудаизме и исламе, которые, как они утверждают, передавались устно. У них есть устои древнего еврейского или южноаравийского происхождения, передающиеся по мужской линии. Генетический анализ Y-ДНК в 2000-х годах установил частично ближневосточное происхождение части мужской популяции лемба. В более поздних исследованиях утверждается, что исследования ДНК не подтверждают заявления о специфическом еврейском генетическом наследии.